# Ultraman
Ultraman és una franquícia audiovisual japonesa del subgènere tokusatsu, també ressenyada amb el nom col·lectiu d'Ultra Series (ウルトラシリーズ, Urutora Shirīzu), que rep el nom de diversos superherois homònims: creada el 1966 per la productora Tsuburaya, la franquícia ha rebut diferents premis, entre els quals el Gran Premi Internacional de Merxandatge el 2016 i el rècord Guiness a la sèrie de televisió amb més obra derivada; els Ultraman són una icona de la cultura japonesa contempòrania, reconeguda per un 90% d'hòmens i un 85% de dones.
L'iniciador de la nissaga és Eiji Tsuburaya, ex treballador de l'estudi cinematogràfic Toho que, influït pel visionat de King Kong (pel·lícula de 1933), participà en la creació de Godzilla: per això, la primera referència de la franquícia és Ultra Q (1966), una telesèrie emesa per Tokyo Broadcasting System en la qual, a imitació d'altres sèries occidentals com The Twilight Zone, un equip d'investigadors paranormals s'enfronten a criatures fantàstiques, reciclades del vestuari de les pel·lícules de monstres kaiju. Guionitzada per Tetsuo Kinjo al llarg de vint-i-huit capítols en blanc i negre, Ultra Q fon la producció televisiva més cara i ambiciosa de l'època, encara que no té relació directa amb l'argument de les sèries posteriors llevat d'alguna referència a mode de fan service.
L'Ultraman canònic no aparegué fins a la producció homònima, estrenada el 17 de juliol del mateix any: la sèrie combina almenys tres projectes diferents presentats per Tsuburaya i Kinjo a TBS, entre les quals una còpia de Doctor Who, el gegant Bemular i el superheroi Redman, el qual fon redissenyat per Toru Narita amb l'aspecte final del personatge en plata i roig. El protagoniste és el pilot Hayata Shin, enviat a investigar un esdeveniment prop del llac Ryomagori, que acaba formant part del primer enfrontament entre Ultraman i el monstre Bemlar; en capítols posteriors, Tsuburaya també reutilitzà monstres d'altres produccions i, en l'últim episodi, presentà un altre «ultrahome», Zoffy.
Després de trenta-nou capítols, el 1967 Tsuburaya, Kinjo i Narita estrenaren Ultraseven, una continuació pensada com a cloenda però que, al remat, per la seua qualitat esdevingué una de les sagues més populars de la franquícia: el personatge titular, Seven, fa ús de fins a tres kaiju que l'ajuden a véncer els monstres enemics, amb més poders i menys limitacions que el seu predecessor. No obstant això, el capítol 12 ha sigut d'ençà objecte de censura pel fet que l'enemic ofengué els hibakusha (els supervivents d'bombardejos atòmics d'Hiroshima i Nagasaki, llavors molt discriminats per les cicatrius) i no ha sigut reeditat en cap antologia —encara que sí que fon doblat a l'anglés i emés per Turner Network Television durant la dècada de 1990.
Després de la mort d'Eiji Tsuburaya el 1970, el seu fill Hajime reprengué el disseny canònic en Return of Ultraman, una sèrie de cinquanta-un episodis en què també apareixen els altres dos Ultra anteriors, a més d'alguns enemics i personatges secundaris, la qual cosa unifica per primera volta la franquícia a nivell argumental.